# На новому місці
На новому місці (рос. На новом месте) — радянський художній фільм 1978 року, знятий на кіностудії «Мосфільм».

## Сюжет
Інспектор рибнагляду Сергій Баєв приїжджає в риболовецький колгосп на нове місце роботи і починає боротьбу з браконьєрством. Це не подобається як браконьєрам, так і начальнику артілі Фетисову. Не добившись компромісного вирішення питання, Фетисов посилає братів Єрмакових «розібратися» з новим інспектором. Але втручання міліції припиняє бійку, і злочинці дістають заслужене покарання.

## У ролях
- Юрій Назаров — Сергій Никанорович Баєв
- Жанна Прохоренко — Ганна
- Данило Нетребін — Іван Петрович Фетисов
- Вадим Захарченко — Петро Андрійович Лямін
- Сергій Поначевний — Мілохін («Блоха»)
- Павло Кормунін — Григорій Михайльонок
- Валерій Рижаков — Володька Тихонов
- Майя Булгакова — Парасковія
- Микола Смирнов — Анатолій Ігнатович Журавльов
- Віктор Філіппов — Єрмаков, браконьєр
- Георгій Єпіфанцев — Єрмаков, браконьєр
- Олександр Харитонов — Большухін, дільничний міліціонер
- Михайло Калинкін — рибалка
- Ігор Класс — сільський житель
- Лариса Негреєва-Цесляк — епізод
- Федір Одиноков — бригадир рибалок
- Сергій Присєлков — Василь, шофер
- Петро Щербаков — начальник райсільгоспвідділу
- Микола Горлов — браконьєр
- Ольга Фомічова — продавчиня
- Анатолій Голик — Коля, шофер

## Знімальна група
- Режисери — Дмитро Коржихін, Валентин Попов
- Сценарист — Артур Макаров
- Оператори — Дмитро Коржихін, Григорій Шпаклер
- Композитор — Мурад Кажлаєв
- Художник — Саїд Меняльщиков